# Panama na letních olympijských hrách
Panama na letních olympijských hrách startuje od roku 1928. Toto je přehled účastí, medailového zisku a vlajkonošů na dané sportovní události.

## Účast na Letních olympijských hrách
| Dějiště LOH            | LOH      | Vlajkonoš                   | Zlatá medaile | Stříbrná medaile | Bronzová medaile | Celkem |
| ---------------------- | -------- | --------------------------- | ------------- | ---------------- | ---------------- | ------ |
| 1928 Amsterdam         | LOH 1928 | Adan Gordon                 |               |                  |                  | 0      |
| 1932 Los Angeles       | 1932     |                             |               |                  |                  | Ne     |
| 1936 Německo           | 1936     |                             |               |                  |                  | Ne     |
| 1948 Londýn            | LOH 1948 | nikdo                       |               |                  | 2                | 2      |
| 1952 Helsinky          | LOH 1952 | nikdo                       |               |                  |                  | 0      |
| 1956 Melbourne         | LOH 1956 | nikdo                       |               |                  |                  | 0      |
| 1960 Řím               | LOH 1960 | nikdo                       |               |                  |                  | 0      |
| 1964 Tokio             | LOH 1964 | Lorraine Dunnová            |               |                  |                  | 0      |
| 1968 Ciudad de México  | LOH 1968 | nikdo                       |               |                  |                  | 0      |
| 1972 Mnichov           | LOH 1972 | Donaldo Arza                |               |                  |                  | 0      |
| 1976 Montréal          | LOH 1976 | nikdo                       |               |                  |                  | 0      |
| 1980 Moskva            | 1980     |                             |               |                  |                  | Ne     |
| 1984 Los Angeles       | LOH 1984 | José Díaz López             |               |                  |                  | 0      |
| 1988 Soul              | LOH 1988 | nikdo                       |               |                  |                  | 0      |
| 1992 Barcelona         | LOH 1992 | nikdo                       |               |                  |                  | 0      |
| 1996 Atlanta           | LOH 1996 | Eileen Marie Coparropa      |               |                  |                  | 0      |
| 2000 Sydney            | LOH 2000 | Eileen Marie Coparropa      |               |                  |                  | 0      |
| 2004 Athény            | LOH 2004 | Eileen Marie Coparropa      |               |                  |                  | 0      |
| 2008 Peking            | LOH 2008 | Jesika Jiménez              | 1             |                  |                  | 1      |
| 2012 Londýn            | LOH 2012 | Irving Saladino             |               |                  |                  | 0      |
| 2016 Rio de Janeiro    | LOH 2016 | Alonso Edward               |               |                  |                  | 0      |
| 2020 Tokio             | LOH 2020 | Atheyna Bylon Alonso Edward |               |                  |                  | 0      |
| 2024 Paříž             | LOH 2024 |                             |               |                  |                  | x      |
| Celkem                 | 19       |                             | 1             | 0                | 2                | 3      |
| Zdroj na Olympedia.org |          |                             |               |                  |                  |        |